# ناروما، نیو ساوت ولز
ناروما (به انگلیسی: Narooma) یک شهرک در استرالیا است که در نیو ساوت ولز واقع شده‌است.

## جستارهای وابسته

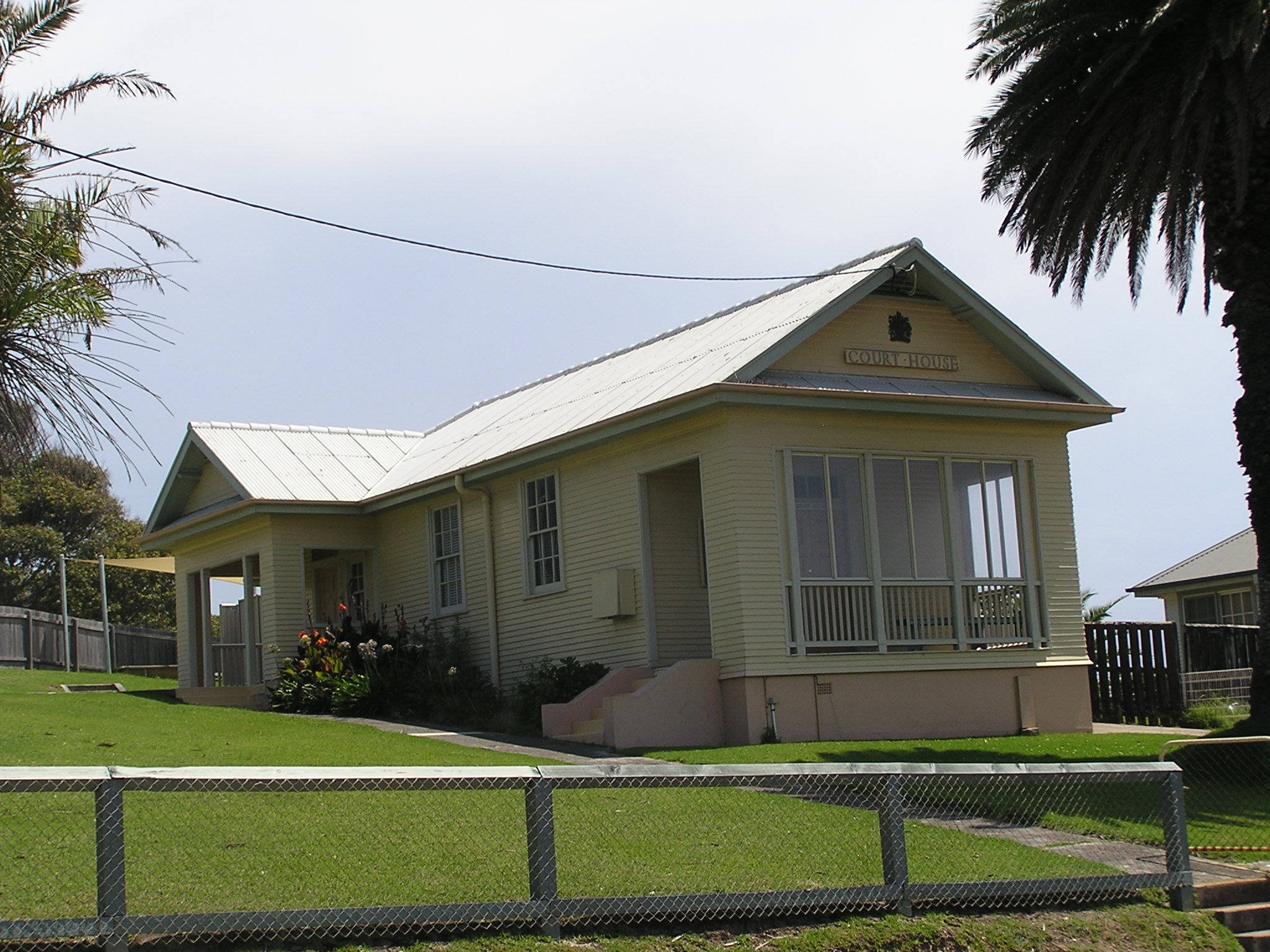
دادگاه ناروما

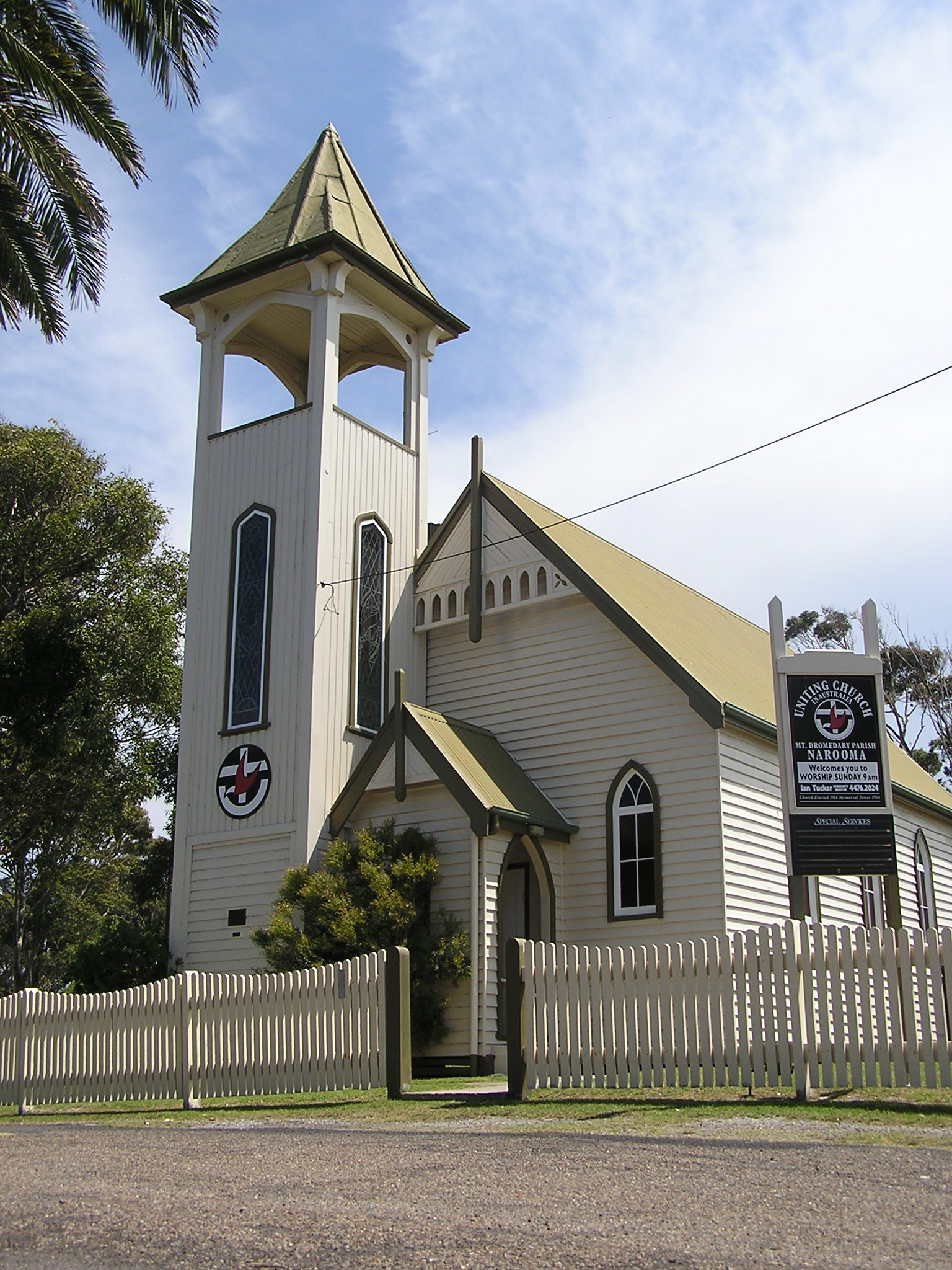
کلیسای متحد ساخته ۱۹۱۴